# 超異想世界
《超異想世界》（又译作）是由日本遊戲廠商ATLUS开发并发行的角色扮演遊戲。游戏於2000年9月21日在家用遊戲機Dreamcast发行。